# Фояно-ди-Валь-Форторе
Фояно-ди-Валь-Форторе (итал. Foiano di Val Fortore) — коммуна в Италии, располагается в регионе Кампания, подчиняется административному центру Беневенто.
Население составляет 1549 человек, плотность населения составляет 39 чел./км². Занимает площадь 40 км². Почтовый индекс — 82020. Телефонный код — 0824.
Покровителем коммуны почитается святой Иоанн Предтеча, празднование 24 июня.